# ستيف جونز (لاعب كرة قدم مواليد 1960)
ستيف جونز (بالإنجليزية: Steve Jones)‏ هو لاعب كرة قدم بريطاني في مركز الهجوم، ولد في 18 أكتوبر 1960 في ليفربول في المملكة المتحدة. لعب مع بورت فايل ومانشستر يونايتد.